# کسویل (نیوجرسی)
کسویل (به انگلیسی: Cassville) یک منطقهٔ مسکونی در ایالات متحده آمریکا است که در جکسون، نیوجرسی واقع شده‌است. کسویل ۴۴ متر بالاتر از سطح دریا واقع شده‌است.